# Aradin
Aradin (reichsaramäisch ܐܪܕܢ) ist der chaldäische Bischofssitz der Diözese, die früher ihren Sitz in Amediye hatte und liegt im kurdischen Nord-Irak.

## Geschichte

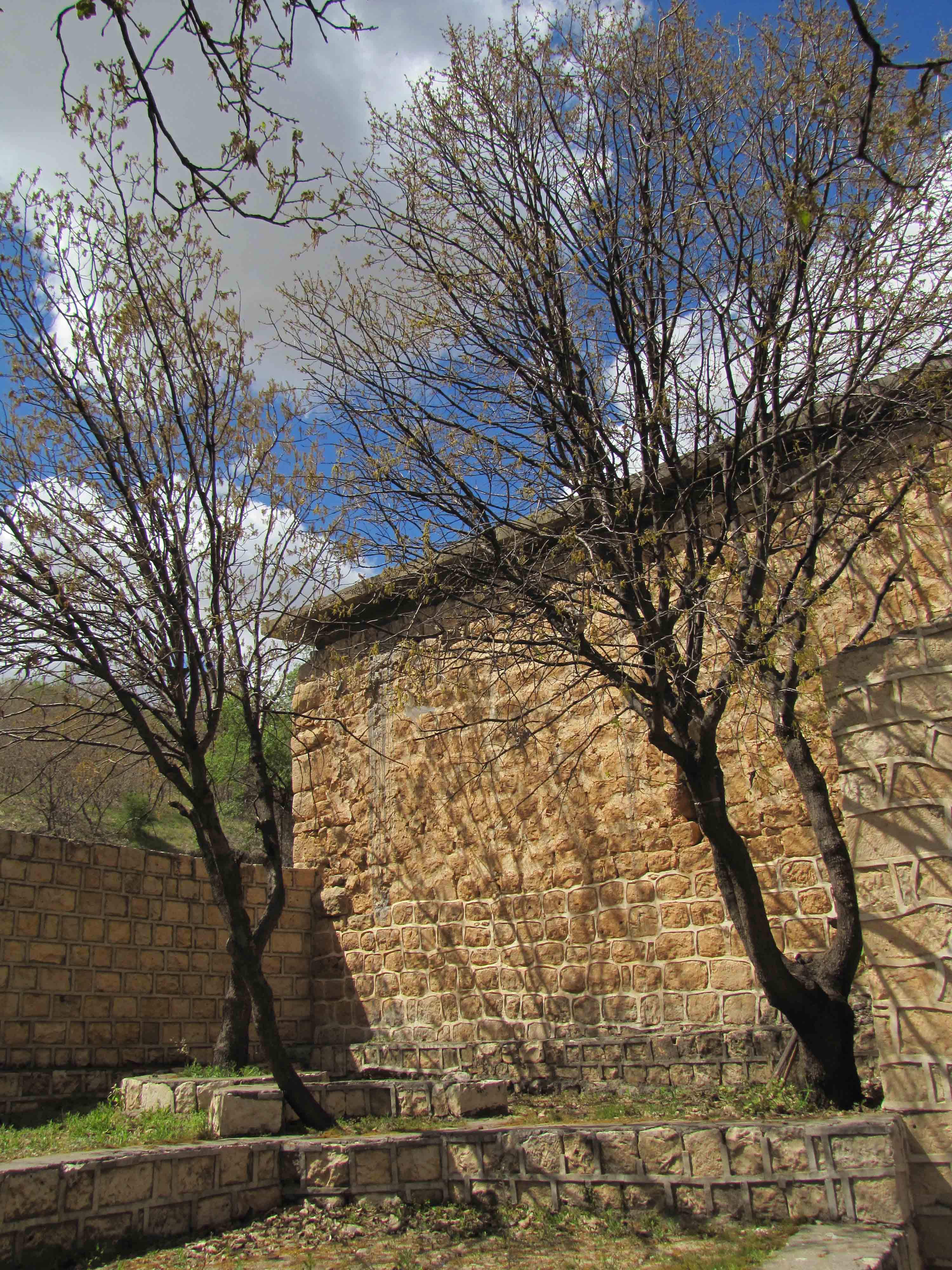
Außenwand der Kirche Sultan(a) Maducht in Aradin (2014)

Im Jahre 1850 gab es im Ort 50 christliche Haushalte, zwei Kirchen und einen Priester; Francis Dawud († 1939) wurde 1910 erster Bischof mit Sitz in Aradin. Das Dorf in der heutigen irakischen Kurdenregion liegt auf 1140 Meter Höhe, 18 km westlich von Amediye. Bis 1950 war die Ortschaft auch von Juden bewohnt. Nach der Bombardierung durch die irakische Luftwaffe im Dezember 1961 flüchtete die christliche Bevölkerung vor den Kurden nach Mossul und Bagdad. Der Ort wurde in den 1970er Jahren mehrfach von den  Kurden geplündert und hatte 1979 etwa 3000 Einwohner. Beim Aufstand der Kurden in den 1980er Jahren wurden sämtliche Dörfer in einem Streifen von 20 km entlang der türkischen Grenze von der irakischen Regierung bombardiert und zerstört und mit Bulldozern dem Erdboden gleichgemacht. Bis 1989 war der Ort menschenleer. Erst nach der Zuspitzung der Lage in den Städten Bagdad und Mossul kehrten viele Christen nach 2005 nach Aradin zurück.